# Iwan Jenin
Iwan Władimirowicz Jenin (ros. Иван Владимирович Енин, ur. 6 lutego 1994 w Chersoniu) – rosyjski piłkarz, występujący na pozycji defensywnego pomocnika w rosyjskim klubie Torpedo Moskwa.